# 7342-es mellékút (Magyarország)
A 7342-es számú mellékút egy bő 15 kilométer hosszú, négy számjegyű mellékút Veszprém vármegye és Zala vármegye határvidékén. A Keszthelyi-hegység településeinek legfontosabb összekötő útja kelet-nyugati irányban, illetve Tapolca és Keszthely térsége között is kapcsolatot létesít.

## Nyomvonala
A 77-es főútból ágazik ki, annak 51+250-es kilométerszelvényénél, Lesencetomaj külterületének keleti részén. Nyugat-délnyugat felé indul, kezdettől a Kossuth Lajos utca nevet viseli, bár első néhány száz méterén még külterületen halad. Váralja településrészt éri el először, bő fél kilométer után, a településrész északi szélén húzódik végig. Kevéssel 1,3 kilométer megtétele előtt keresztezi a 84-es főutat, amely itt a 7. kilométere táján jár; majdnem ugyanott a Lesence-patak folyását is keresztezi. A kereszteződés után kicsit délebbi irányt vesz és beér a község házai közé; kevéssel ezt követően, 1,5 kilométer megtétele után kiágazik belőle észak-északnyugati irányban a 73 167-es út Lesenceistvánd felé. Ezután is délnyugati irányban halad tovább, végig Lesencetomaj központján. 2,8 kilométer után lép ki a faluból, majd a 3+400-as kilométerszelvénye közelében átlép Lesencefalu területére, még mindig ezt a délnyugati irányt követve.

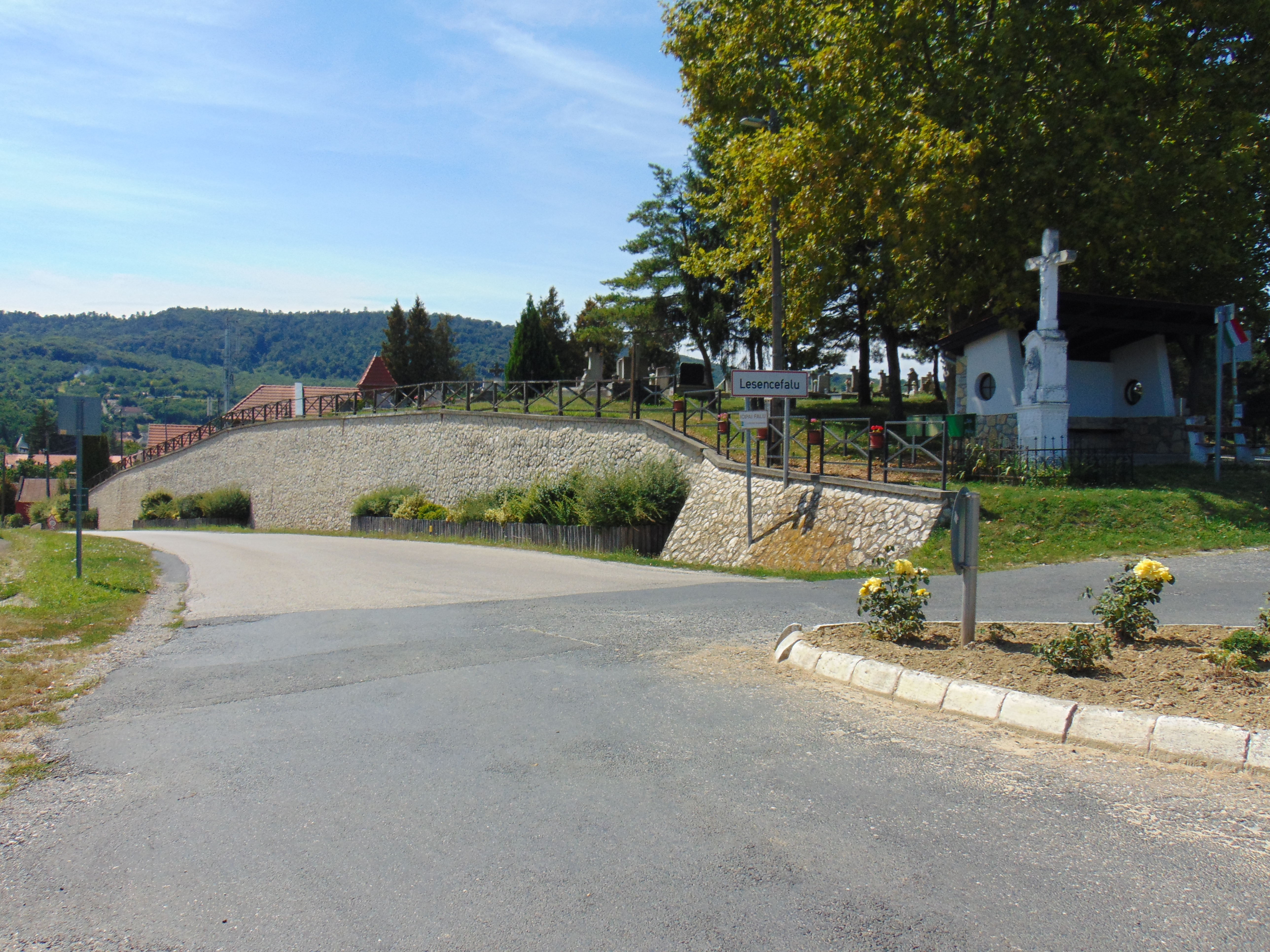
A 73 156-os út kiágazása Lesencefalu felé

3,6 kilométer után kiágazik belőle a 73 156-os út, ez vezet Lesencefalu belterületére, ahol 1,1 kilométer után véget is ér; a 7342-es út pedig itt egy szakaszon nyugati, sőt északnyugati irányt vesz. Ötödik kilométerénél kiágazik belőle északi irányban egy alsóbbrendű önkormányzati út Lesenceistvánd központja felé, ezután ismét nyugatnak fordul. 5,7 kilométer után hagyja el Veszprém vármegye területét és lép át Zala vármegyébe, a Keszthelyi járásba tartozó Várvölgy területére. 6,5 kilométer után már Várvölgy és Vállus határát kísérve halad, egészen a 8. kilométeréig. Itt az addig követett nyugati irányát elhagyva északnak fordul (és teljesen várvölgyi területre érkezik), dél felé pedig kiágazik a 73 157-es út, ami Vállus központjába vezet, majd a falu déli részén, 1,8 kilométer után ér véget, korlátozott forgalmú erdészeti úttá alakulva (ez az erdészeti út egészen Balatongyörökig vezet).
Várvölgy házait 8,7 kilométer után éri el az út, itt ismét Kossuth Lajos utca a neve. A 9,200-as kilométerszelvénye közelében, a központban újra nyugatnak fordul, és kicsivel ezután el is hagyja a település házait. 10,5 kilométer után keresztezi a Csetényi-patakot, délnyugatnak fordul és kevéssel ezután egy elágazáshoz ér. Az egyenes irányban, délnyugat felé továbbhaladó út már a 7343-as útszámot viseli, és itt ér véget, 11,4 kilométer után (ezen Keszthelyre juthat el az utazó), a 7342-es számozást pedig a nyugat-északnyugat felé induló út viszi tovább. 12,8 kilométer után érkezik el az út Zalaszántó határához, mintegy 800 méteren át a határvonalat kísérve húzódik, majd 13,5 kilométer után teljesen átlép a település területére. 13,8 kilométer után áthalad a Gyöngyös-patak fölött, majd kicsit nyugatabbi irányba fordul. 14,9 kilométernél éri el Zalaszántó legkeletibb házait, itt a Zsidi utca nevet veszi fel. A község központjában ér véget, a 7327-es útba torkollva, annak 15+850-es kilométerszelvényénél.
Teljes hossza, az országos közutak térképes nyilvántartását szolgáló kira.gov.hu adatbázisa szerint 15,296 kilométer.

## Települések az út mentén
- Lesencetomaj
- Lesencefalu
- (Vállus)
- Várvölgy
- Zalaszántó

## Története
Lesencetomajt már a magyar középkor korai szakaszában érintette a vármegyei úthálózat egy fontos útja, amelynek itt vámhelye is volt. Erről az útról annyi biztos, hogy Keszthelyről vezetett Sümegre, de valószínűleg nem a 7342-essel volt azonos, inkább a 71-es és 84-es főutak vonalvezetését követhette.

## Hídjai
Zala vármegyében egy jelentősebb hídja van:
- a 15+597-es kilométerszelvényében egy időszakos vízfolyás hídja Várvölgy területén, ez 1900-ban épült kő-téglaboltozatként, nyílásköze 3,8 méter, teljes szerkezeti hossza 4,8 méter.[2]

## Képgaléria

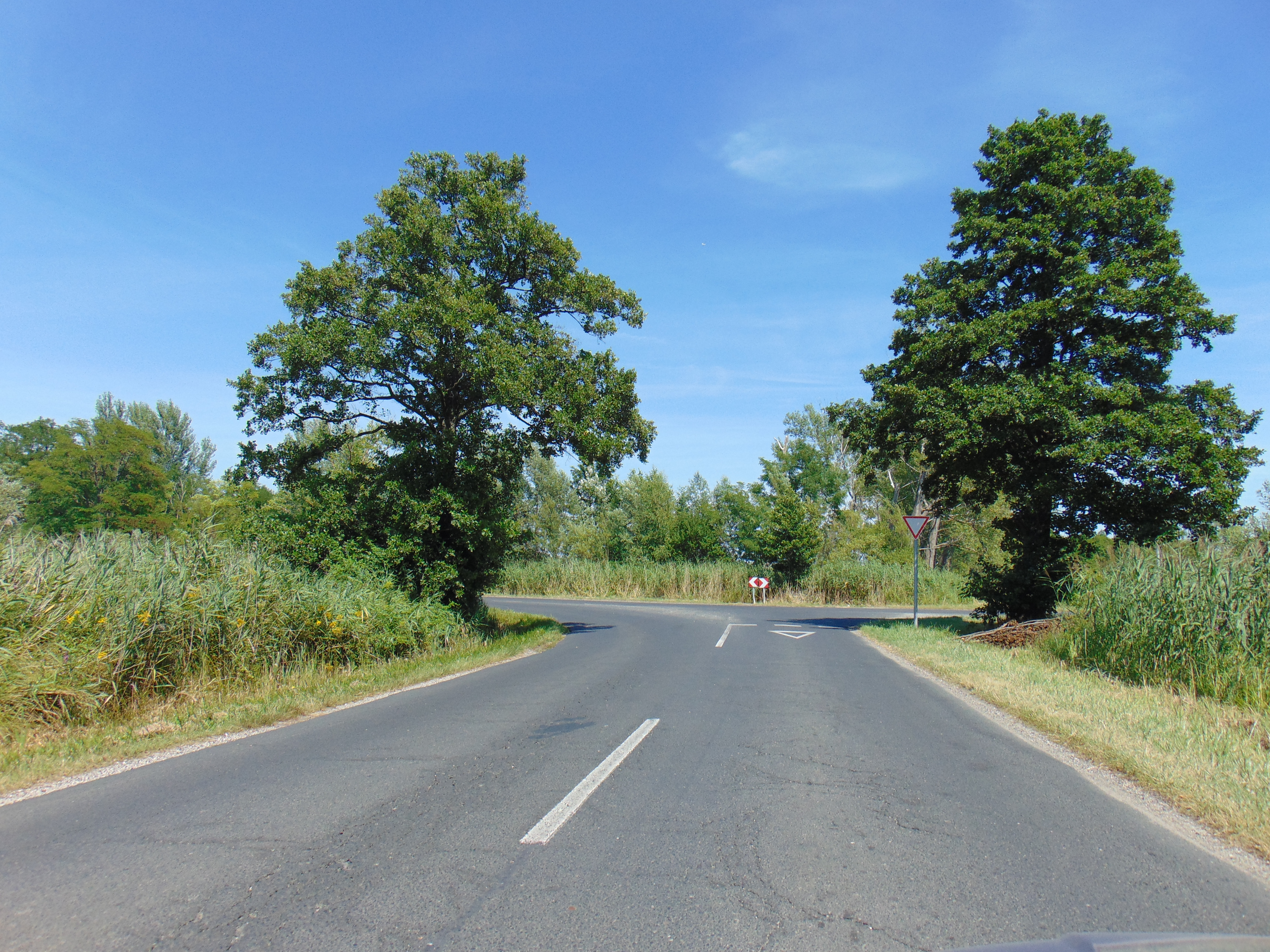
Az út kezdeti szakasza a 77-es főút találkozásával, Lesencetomaj központja felől nézve
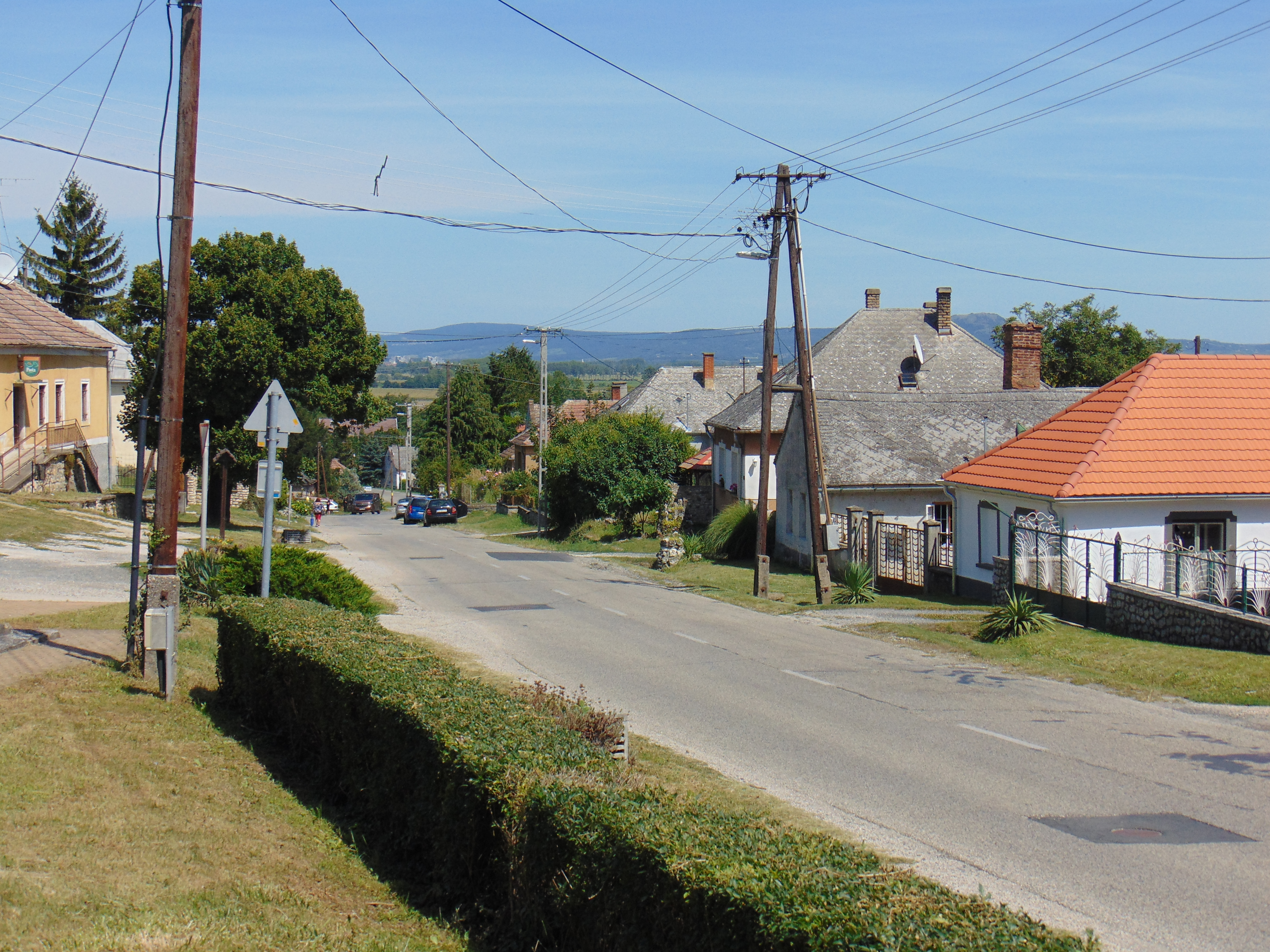
A 7342-es út Lesencetomaj központjában Tapolca felé nézve
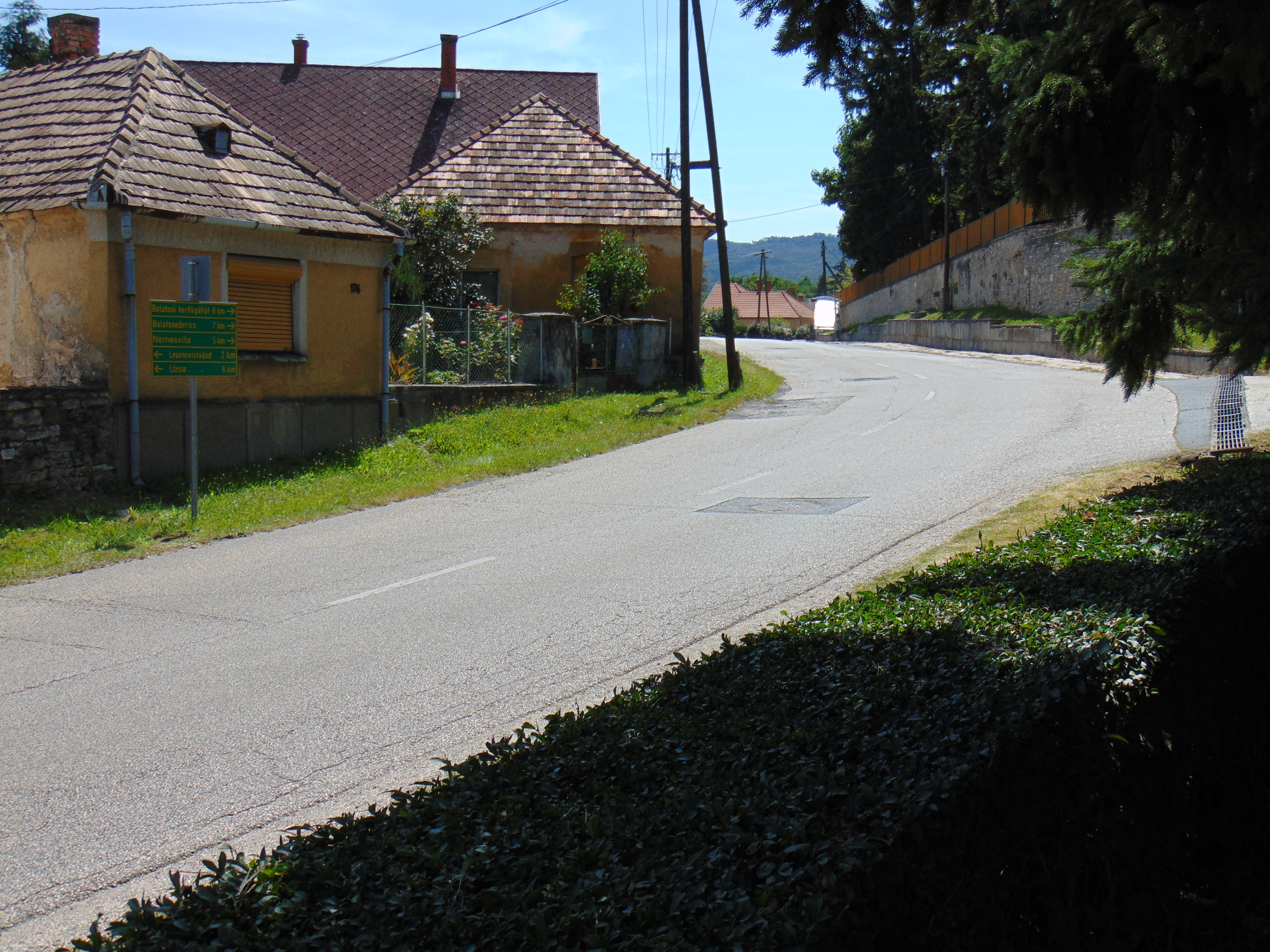
Lesencetomaj központjában, Várvölgy felé nézve
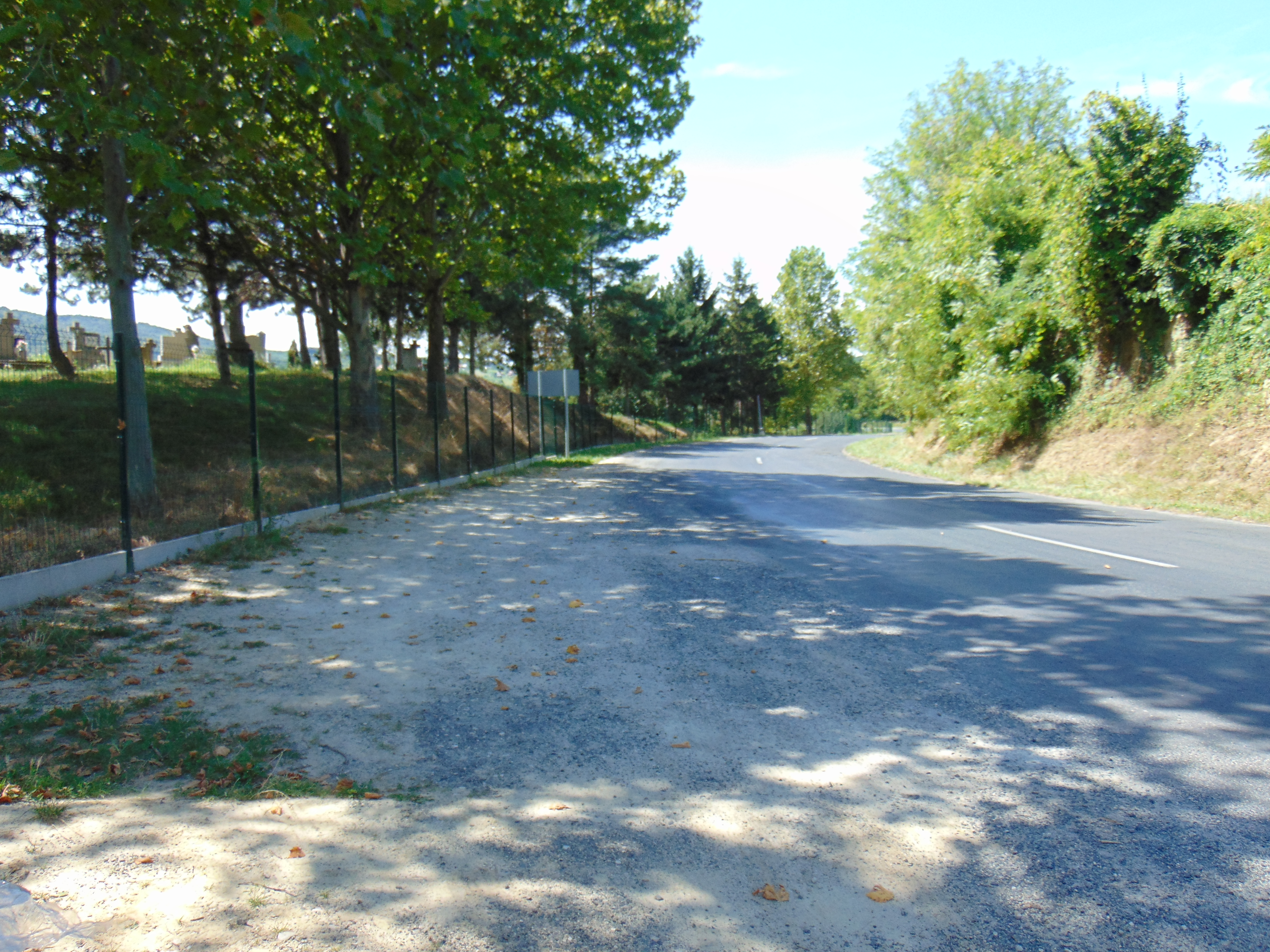
A lesencefalui elágazástól Várvölgy felé nézve